# Lorely Burt
Lorely Jane Burt, baronne Burt de Solihull (née le 10 septembre 1954) est une femme politique britannique, qui est députée libéral démocrate de Solihull de 2005 à 2015. Elle est nommée pair à vie dans les honneurs de dissolution 2015 . 

## Jeunesse
Elle fréquente la High Arcal Grammar School, Dudley (1966-1971) et le Dudley Technical College (A-levels 1971-73) avant d'aller à l'Université de Swansea, où elle obtient un BSc en économie. Elle a ensuite obtenu un MBA de l'Open University. 
Après avoir obtenu son diplôme en économie, Burt commence sa carrière dans les services pénitentiaires britanniques en tant que sous-gouverneur à la Prison de Holloway avant de travailler pour plusieurs entreprises nationales dans le domaine du personnel et de la formation. Elle crée une société de formation et travaille comme directrice dans le secteur du marketing et des services financiers. Elle commence un travail de consultante à temps partiel quand elle est investie candidate libérale démocrate pour Solihull.

## Carrière politique
La carrière politique de Burt débute au conseil du District métropolitain de Dudley, où elle sert de 1998 à 2003. Elle se présente aux élections de Dudley South aux élections générales de 2001. Elle se présente dans la circonscription des West Midlands lors des élections au Parlement européen de 2004. 
Dans la perspective des élections générales de 2005, Burt fait campagne sur diverses questions locales affectant Solihull et réussi à battre John Taylor de 279 voix. 
Après son élection, Burt devient porte-parole libéral-démocrate sur l'Irlande du Nord, whip de l'opposition et siège au Treasury Select Committee. À la suite de l'élection de Sir Menzies Campbell à la direction du parti en 2006, Burt devient porte-parole libéral-démocrate sur les petites entreprises et les femmes et l'égalité. En 2007, elle devient porte-parole pour les affaires, les entreprises et la réforme de la réglementation. 
En octobre 2007, elle est élue première femme présidente du parti parlementaire libéral démocrate, battant John Thurso et Andrew George dans un scrutin auprès des députés . 
Lors des élections générales de 2010, les changements de limites ont rendu son siège théoriquement conservateur. Elle conserve Solihull par 175 voix sur son opposante conservatrice Maggie Throup. 
En 2013, elle est nommée secrétaire privé parlementaire de Danny Alexander, le secrétaire en chef du Trésor. Après avoir accepté ce nouveau poste, elle démissionne de ses fonctions de coprésidente de la BRI et de présidente du Parti parlementaire. 
En avril 2014, elle est nommée ambassadrice du gouvernement pour les femmes dans l'entreprise. En novembre 2014, Burt est nommée whip adjoint du gouvernement . 
Elle perd son siège au profit du conservateur Julian Knight (homme politique) lors de l'élection générale de 2015 . 
Le 9 octobre, elle est créée baronne Burt de Solihull, de Solihull dans le comté de West Midlands .

## Vie privée
Burt est marié à Richard, qui a lui-même été candidat au parlement libéral démocrate à plusieurs reprises, et a une fille et un beau-fils. 
Elle est associée honoraire de la National Secular Society . 